# Gave de Cambalès
Pour les articles homonymes, voir Cambalès (homonymie).
Le gave de Cambalès est un torrent pyrénéen français, précurseur ou affluent gauche du gave du Marcadau, dans les Hautes-Pyrénées. Il coule en partie ouest de la vallée du Marcadau.

## Hydronymie
« Le terme « gave » désigne un cours d'eau dans les Pyrénées occidentales. Il s'agit d'un hydronyme préceltique désignant de manière générale un cours d'eau. Ce nom de gave est utilisé comme nom commun et a une très grande vitalité, presque envahissante, puisque certains cours d'eau pyrénéens ont perdu, depuis un siècle, leur nom local pour devenir « le gave de... » ». 

## Géographie
Le gave naît de la collecte des eaux des lacs de Cambalès et d’Opale où il sert d'émissaire aux laquets d'Opale (2 287 m). Il s’écoule d’ouest en est jusqu’en partie aval, où il conflue avec le gave du Marcadau au lieu-dit Pla de la Gole (à 1 863 m d'altitude). Leur réunion forme le gave de Cauterets.
Le gave  de Cambalès est long de 2,39 km pour un bassin versant de 40 km2
.

### Commune et département traversés
Son parcours s'effectue en totalité sur la commune d'Estaing.

## Affluents
(G) ruisseau de Bassia, en provenance du lac de Bassia et du lac Nère